# 704-й полк радіаційного, хімічного, біологічного захисту (Україна)
704-й полк радіаційного, хімічного, біологічного захисту (704 П РХБЗ) — військова частина військ радіаційного, хімічного і біологічного захисту у складі Сил підтримки Збройних сил України.

## Історія
20 січня 1992 року 22-га бригада хімічного захисту Радянської армії Прикарпатського військового округу перейшла під юрисдикцію України.
У грудні 2002 року на базі бригади сформували 19-й окремий батальйон радіаційного, хімічного та біологічного захисту, який брав участь у миротворчій місії в Кувейті та Іраку.
2002 року бригада переформована на 704-й полк.[джерело?]
У липні 2007 року сталася аварія на залізничному перегоні Ожидів—Красне Львівської залізниці, де перекинулися 15 цистерн з жовтим фосфором. Полк займався ліквідацією наслідків.
2008 року полк лікувідував повінь на Івано-Франківщині, а також осередки пташиного грипу в АРК Крим.
В 2013 році був запущений процес розформування полку. Військове містечко (парк, гаражі, ангари) продали, особовий склад почали звільняти і переводити в інші частини. В грудні 2013 останніх 20 машин РХМ-4 (на базі БТР-80) відправили в АР Крим. Всього в частині їх було близько 50.

### Російсько-українська війна
Із початком війни військовослужбовці полку були підняті за тривогою. За оцінкою Сергія Калини, журналіста SPILNO.tv, матеріальний стан полку був вкрай сутужний. Полк діяв в південних регіонах України, спільно з артилерійськими підрозділами, а також із групами ССО.
У червні 2015 року святкувалася 60-та річниця створення частини.
Станом на 2017 рік, частина брала участь в операціях здебільшого на другій, третій лінії оборони.
24 серпня 2017 року полк отримав бойовий прапор.
Влітку і восени 2020 року полк гасив масштабні лісові пожежі на Луганщині. Частина також брала участь у запобіганні поширенню COVID-19.
У вересні 2021 року рота РХБ захисту полку пройшла самооцінку НАТО першого рівня (SEL-1) та отримала високу оцінку від міжнародної групи експертів.

## Озброєння
- РПВ-16[5]
- Гранатомети Bullspike[6]

## Склад полку
- управління (в тому числі штаб)
- 2-й батальйон радіаційного, хімічного, біологічного захисту
- медичний пункт[7]

## Командування
- (1992–1997) полковник Мельник С.І.
- (1997–2000) полковник Зайцев П.І.
- (2000–2011) полковник Дацюк В.В.
- (2011–2013) полковник Оніщук Ю.В.
- (2013–2021) полковник Пугін Василь Федорович
- (2021) полковник Явтушенко Віктор[1]

## Традиції

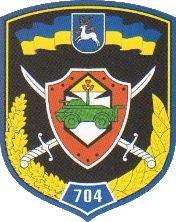
Нарукавний знак (2014)

## Втрати
- 11 липня 2014 року внаслідок артилерійської атаки під Зеленопіллям загинув солдат полку Вовк Василь Ярославович[8].
- 1 січня 2019, сержант Войтович Олег Степанович[9].